# 飲食與癌症的關係

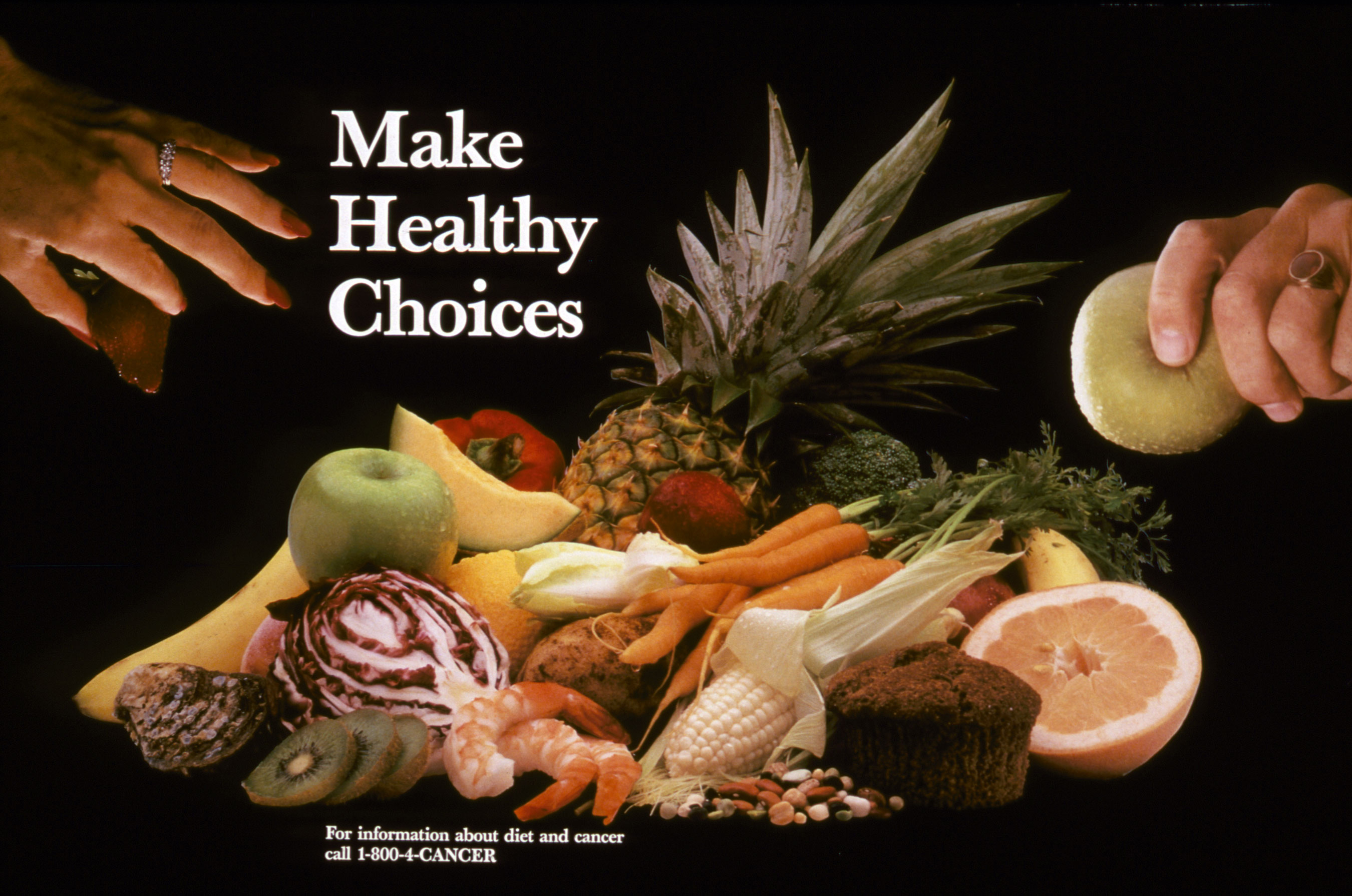
廣告提醒著世人健康的飲食能遠離癌症

飲食公認是癌症發生與否的重要因素。飲食與肥胖所導致的癌症約佔總體癌症死亡人數的30-35%。 缺乏運動則占據7%的癌症發生率。